# Alexandre Boutique
Pour les articles homonymes, voir Boutique.
Alexandre Boutique, né le 14 mars 1851 à Paris où il est mort le 3 mai 1923, est un écrivain et journaliste français, également connu sous le nom de plume Allix Dalmont.

## Biographie
Marqué dans sa jeunesse par le siège de Paris (1870-1871) après lequel il fut condamné à trois ans de prison comme communard, Alexandre Boutique est ouvrier-ébéniste puis correcteur d'imprimerie. En 1879, il écrit à Émile Zola et décide d'embrasser la carrière de romancier, devenant l'ami de Catulle Mendès,. Son premier ouvrage, Xavier Testelin paraît en 1883. Suivent une quinzaine d'ouvrages, pour la plupart publiés dans des périodiques en feuilletons. Boutique collabore au Gil Blas, à La Pléiade, se liant à Louis-Pilate de Brinn’Gaubast, à L'Égalité fondé par Jules Roques. Il rejoint ensuite les proches de la revue La Plume, participant aux soirées littéraires du samedi, d'abord au café de Fleurus, puis au café du Soleil. 
Boutique écrit également pour La Vie populaire (1881-1887), Le Conteur (Belin), la revue Chimère, Le Phare littéraire fondé par Gyp de Nixo (Gaston Fouraignan), La Revue européenne,  La Revue d'art et de littérature, Le Bon Journal, Le Parisien de Paris, le Mercure de France, Fin de siècle, L'Écho de la semaine, L'Éclair, Alceste, Le Sagittaire, etc. En 1896, il est élu président du conseil d'administration de la Société des gens de lettres et en démissionne en juillet 1898.
Au Petit Journal, il donne en feuilletons des romans d'un genre plus populaire, à partir des années 1910, sous le nom d'Allix Dallmont,,.
Il a entre autres entretenu une correspondance avec Léon Bloy.

## Ouvrages publiés

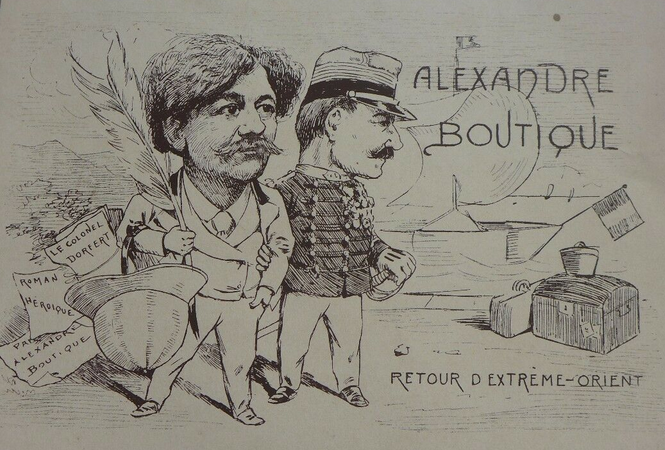
Carte publicitaire pour Le Colonel Dorfert (1899) par Léon Lebègue.

- Xavier Testelin, E. Lalouette, 1883 — publié dans Gil Blas à partir du 15 août 1882.
- Mal mariée, Paul Ollendorff, 1884.
- Les Amants adultères, P. Ollendorff, 1885.
- Une faute de jeunesse, L. Frinzine, 1886.
- En secondes noces, Librairie moderne, 1888.
- L'Amour cynique, E. Dentu, 1892.
- Les Malthusiennes, E. Dentu, 1893.
- Un Fils de quatre-vingt-neuf, E. Dentu, 1893.
- Pour le prix Monthyon, contes et nouvelles, couverture de Paul Balluriau, E. Flammarion, 1896.
- Le Colonel Dorfert, E. Flammarion, 1900.
- Les Compagnons du mimosa, Édition de la Collection d'aventures, 1917.
- Les Mains noires ; Les Évadés de la Terre de feu, Édition de la Collection d'aventures, 1917.
- La Fiancée douloureuse, roman dramatique, J. Tallandier, 1918.
- Les impossibles fiançailles, J. Tallandier, 1919.

### Sous le nom d'Allix Dalmont
- L'Honneur des pauvres, Le Petit Journal, 1910.
- L'Ange du village, Le Petit Journal, 1913.
- La Lutte pour la gloire, porté à la scène par Eugène Lemercier, 1913
- L'Abandonnée, Librairie des Romans choisis, 1918.
- Séductrice, Librairie des Romans choisis, 1918.
- Entre deux amours, Librairie des Romans choisis, 1919.